# Costa do Malabar

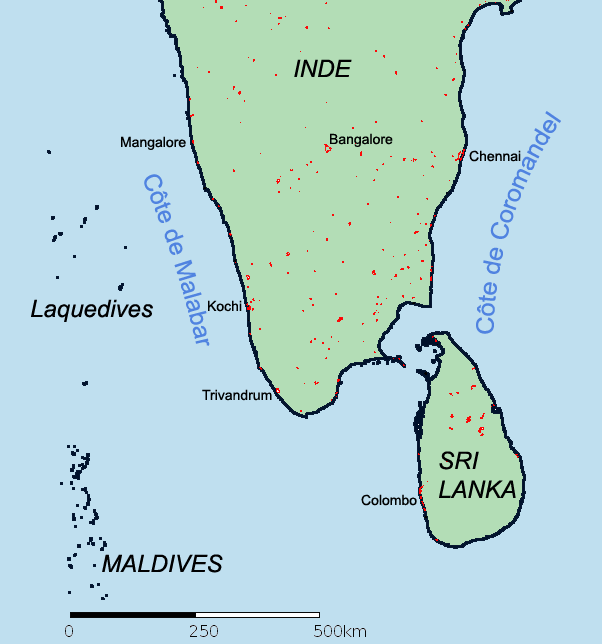
A costa do Malabar fica no sudoeste da Índia

A costa do Malabar é um trecho de litoral no sudoeste do subcontinente indiano. Inclui a região mais húmida da Índia meridional, onde os Gates Ocidentais interceptam as monções, especialmente na encosta ocidental. A expressão "costa do Malabar" é por vezes empregada para designar todo o litoral indiano desde o Concão até a ponta do cabo Comorim, no extremo meridional do subcontinente.